# Clemens Zimmermann (Historiker)
Clemens Zimmermann (* 24. Oktober 1951 in Freiburg im Breisgau) ist ein deutscher Historiker.

## Leben
Zimmermann studierte Neuere Geschichte, Politikwissenschaft und Germanistik an den Universitäten Tübingen, Freiburg und Heidelberg. Er wurde 1981 mit einer Studie zu den Reformen in der bäuerlichen Gesellschaft der Markgrafschaft Baden zwischen 1750 und 1790 promoviert. Seine Habilitation erfolgte 1990 in Heidelberg mit einer Arbeit über Wohnungsfrage und Wohnungspolitik in Deutschland von 1845 bis 1914. Er nahm Lehrstuhlvertretungen in Heidelberg, Marburg und Darmstadt wahr, bevor er im Jahr 2000 die Professur für Kultur- und Mediengeschichte an der Universität des Saarlandes übernahm. Er ist Mitglied der Kommission für Saarländische Landesgeschichte.
Die Forschungsschwerpunkte von Clemens Zimmermann liegen in der Sozial- und Kulturgeschichte von Stadt und Land, in der Geschichte von Staatspraxis und Sozial- und Kulturpolitik sowie bei der individuellen, gruppenspezifischen und wissenschaftlichen Wahrnehmung neuer Technologien und Medien. Neben kontextorientierten Fallstudien stehen komparative Ansätze im Vordergrund.

## Schriften (Auswahl)
- Reformen in der bäuerlichen Gesellschaft. Studien zum aufgeklärten Absolutismus in der Markgrafschaft Baden, 1750–1790, Ostfildern 1983 (Zugleich: Dissertation, 1981).
- (mit Birgit Meyer): Seminar: Geschichte. Geschichte der Familie. Geschichte der Frauenbewegung. Frauen im Nationalsozialismus, Bonn 1985 (= Arbeitshilfen für die politische Bildung).
- Von der Wohnungsfrage zur Wohnungspolitik. Die Reformbewegung in Deutschland, 1845–1914, Göttingen 1991 (= Kritische Studien zur Geschichtswissenschaft, Band 90) (Zugleich: Habilitationsschrift, Heidelberg, Universität, 1990).
- Die Zeit der Metropolen. Urbanisierung und Großstadtentwicklung, Frankfurt am Main 1996 (= Fischer Geschichte Europa). 2. vermehrte Auflage Frankfurt am Main 2000; italienische, erweiterte Ausgabe: L´era delle metropoli. Urbanizzazione e sviluppo della grande città, Bologna 2004; spanische Ausgabe: La época de las metrópolis. Urbanismo y desarrolo de la gran ciudad, Madrid 2012; E-Book-Ausgabe: Frankfurt am Main 2015.
- (Hrsg.): Saarländische Industriefotografie. Ein Bildarchivführer. CD-ROM, Saarbrücken 2004.
- (mit F. Démier, J. C. Farcy, G. Sanz-Lafuente, N. Vivier): Les sociétés rurales (1830–1930), Paris 2005.
- (mit Werner Troßbach): Die Geschichte des Dorfes. Von den Anfängen im Frankenreich zur bundesdeutschen Gegenwart, Stuttgart 2006.
- (Hrsg.): Zentralität und Raumgefüge der Großstädte im 20. Jahrhundert, Stuttgart 2006 (= Beiträge zur Stadtgeschichte und Urbanisierungsforschung, Band 4).
- Medien im Nationalsozialismus. Deutschland 1933–1945, Italien 1922–1943, Spanien 1936–1951, Wien 2007.
- (Hrsg.): Grundzüge der deutschen Agargeschichte, Bd. 3, Köln/Weimar/Wien 2015.
- (Mit-Hrsg.): Grundzüge der deutschen Argrargeschichte, Bände 1 und 2, Köln 2016.
- (Hrsg. mit Judith Thissen): Cinema beyond the City. Small Town and rural Film Culture in Europe, London 2016.
- (mit Gabriele B. Clemens, Barbara Duttenhöfer, Dietmar Hüser, Aline Maldener, Gunter Mahlerwein, Michael Röhrig): Markgrafschaft – Metropolen – Medien. Krisen, Kommunikation und Politisierung europäischer Gesellschaften, Trier 2016.
- Europäische Medienstädte 1500–2000. Historische Kontinuitäten und urbane Kontexte der Medienproduktion, St. Ingbert 2017.